# Lill-Piatisjaure
Lill-Piatisjaure är en sjö i Jokkmokks kommun i Lappland och ingår i Luleälvens huvudavrinningsområde. Sjön har en area på 0,113 kvadratkilometer och ligger 244,9 meter över havet. Sjön avvattnas av vattendraget Linabäcken.

## Delavrinningsområde
Lill-Piatisjaure ingår i det delavrinningsområde (738734-168884) som SMHI kallar för Ovan 738861-168695. Medelhöjden är 266 meter över havet och ytan är 8,67 kvadratkilometer. Räknas de 2 avrinningsområdena uppströms in blir den ackumulerade arean 42,27 kvadratkilometer. Linabäcken som avvattnar avrinningsområdet har biflödesordning 4, vilket innebär att vattnet flödar genom totalt 4 vattendrag innan det når havet efter 176 kilometer. Avrinningsområdet består mestadels av skog (64 procent) och sankmarker (32 procent). Avrinningsområdet har 0,12 kvadratkilometer vattenytor vilket ger det en sjöprocent på 1,3 procent.